# Real Cofradía Penitencial del Santo Sepulcro (Palencia)

La Cruz de Jerusalén es el emblema de la cofradía del Santo Sepulcro (Hoy día además se usan la Cruz de Malta y el escudo de las Cinco Llagas como emblemas complementarios).

La Real Cofradía del Santo Sepulcro es la segunda cofradía penitencial más antigua que ha sido fundada en Palencia. La Vera-Cruz que también desfila en la Semana Santa tiene su fundación en el siglo XIII pero fuera de la ciudad.
La cofradía data de 1407. Cuenta con unos 800 cofrades y dispone desde el año 2010 una nueva banda de cornetas y tambores (ya que la anterior se independizó de la cofradía y formó la llamada Banda del Cristo de la Buena Muerte). Aunque es propietaria de varias imágenes son sólo siete las que desfilan en Semana Santa junto con otra de "atrezzo" que no desfila, todas ellas menos una datan de los siglos XX y XXI fruto de la constante renovación de las antiguas tallas del barroco. 
Además de organizar procesiones en Semana Santa también organiza las procesiones del Corpus Christi, San Juan y San Francisco y diversos actos durante el resto del año siendo una de las cofradías penitenciales de la ciudad más activas fuera del periodo de Semana Santa.

## Historia
Su nombre completo es el de Real Cofradía Penitencial del Santo Sepulcro y San Juan Bautista y Archicofradía de las Cinco Llagas de San Francisco.

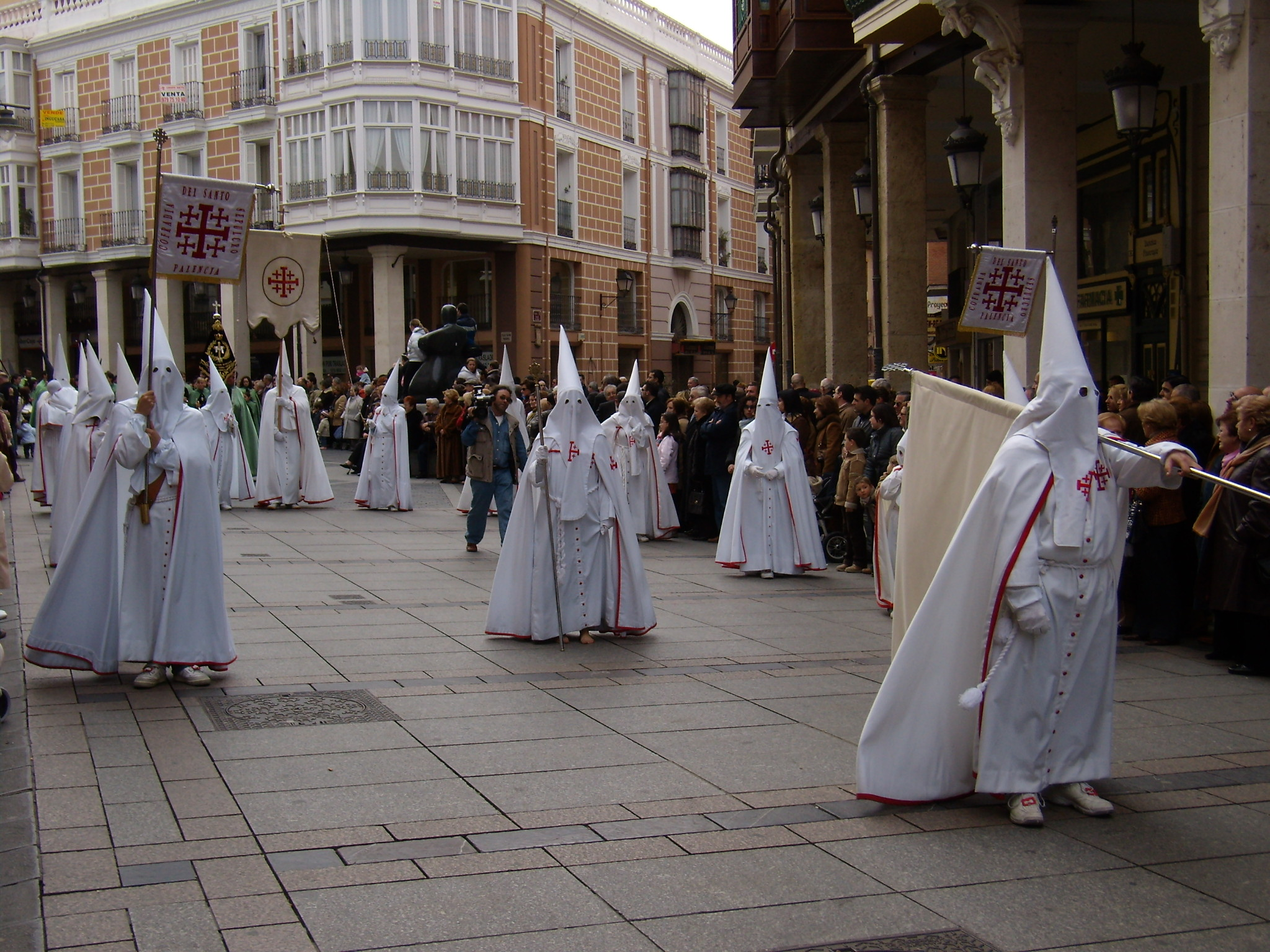
Cofradía del Santo Sepulcro.

En su origen se llamó de San Francisco, nombre que conservó hasta 1913 cuando se unió a la cofradía de San Juan Bautista y adoptó el nombre con el que hoy se la conoce.
De la cofradía de San Francisco se sabe que fue fundada en 1407. No se poseen noticias de ella a lo largo del siglo XV y buena parte del siglo XVI. Fue refundada en 1563 por el escribano Melchor de Cisneros. Esta cofradía se hermanó con otras varias a lo largo del siglo XVI:
- Con el Santísimo Sacramento.
- Con la Quinta Angustia en 1579.
- Con la Caridad de los Pobres Presos de la Cárcel en 1585.

Se ignora si la cofradía de San Francisco era penitencial, pero se inclina a pensar que la de la Quinta Angustia si lo fue, y así con su hermanamiento la transformó en Penitencial.
Esta cofradía tenía fines similares a las de demás tipo. La única peculiaridad destacable es que al estar hermanada con la Caridad de los Pobres Presos de la Cárcel, tenía que realizar unas actividades destinadas a socorrer de los presos ya redimir a alguno. Esto supuso una gran cantidad de gastos con los que la cofradía no podía hacer frente. Para ello dispuso de un corral o patio de comedias en el que se representaron con regularidad piezas de cómicos, con el producto de la venta de entradas, de la cual obtenía ingresos suficientes para socorrer estos gastos.
El 1 de junio de 2018, la hermandad recibió de parte del rey Felipe VI de España el título de Real, pasando a ser denominado como Real Cofradía Penitencial del Santo Sepulcro y San Juan Bautista y Archicofradía de las Cinco Llagas de San Francisco.

## Capillas y palacios
La cofradía desde el mismo momento de su reforma en 1563 se hizo con un local para reuniones al que se denomina palacio. El edificio que hoy no se conserva, se construyó entre los años de 1580 y 1584. Estaba cerca del monasterio de San Francisco junto a él se encontraba la nueva casa de comedias.
Compró del convento de Religiosas Clarisas, varias casas en las que levantó un nuevo palacio, con su respectivo patio de comedias.
Más tarde la Ciudad de Palencia compró a la cofradía el palacio. Quizás por ello la Cofradía gestionó de la comunidad franciscana la adquisición de una capilla en el interior del monasterio de San Francisco.
Así en 1740, donaron a la cofradía una capilla en la Iglesia a cambio de la realización de unas obras de mejora. En dicha capilla, la comunidad franciscana autorizó que quedaran instaladas las imágenes de la cofradía.
En 1913, cuando se realizó la fusión entre las cofradías de San Juan y San Francisco, la cofradía decide dejar sus imágenes en la capilla de San Francisco y dejar la capilla de San Juan para realizar reuniones y otros actos.
En 1923, la cofradía decide trasladarse a la Parroquia de Nuestra Señora de la Calle, donde obtuvieron una capilla, que se ocupó hasta que quedó acabada la obra del edificio nuevo en la calle Valentin Calderón, donde se instalaron definitivamente en él.
En los años 60 la ermita de San Juan, sita en Valentín Calderón que había sido sede de la cofradía, fue derribada para la construcción de viviendas lo único que ha quedado de ella es el retablo que actualmente se encuentra en la actual capilla de la cofradía que está situada en los bajos de las viviendas mencionadas y hoy día el palacio cuenta con la capilla, una secretaría, una habitación-vestuario, un comedor, una bodega, una cocina, servicios y un garaje.

## Hábito
El hábito de esta cofradía es completamente blanco, esta blancura sólo se interrumpe en el ribete rojo de la capa así como en el nudo que la sujeta en el cuello, en los botones rojos que cierran la túnica y en los escudos de la cruz de Jerusalén bordados en el capillo, en el hombro izquierdo de la capa y en la parte izquierda de la túnica a la altura del pecho. El hábito de esta cofradía es probablemente el más completo ya que deben llevar además un cíngulo trenzado blanco, zapatillas blancas con sendas hebillas rojas y guantes y manguitos blancos. Se colocan la medalla cuando desfilan sin capillo. 
Al desfilar, los hermanos de esta cofradía portan faroles de cristal.

## Pasos del Santo Sepulcro
Los pasos procesionales de la cofradía fueron renovados con el paso de los años, conformando hoy su patrimonio varias obras de arte de diferentes estilos, escuelas, tamaños y autores.
Con el tiempo desapareció el paso alegórico del Triunfo de la Cruz sobre la Muerte, se renovaron las primitivas imágenes del siglo XVII que eran en su mayoría de vestir. Desaparecieron las imágenes empleadas en la Función del Descendimiento y otras simplemente se renovaron o cambiaron por obras más modernas buscando una mayor calidad y estética.
Es de destacar el antiguo Cristo Yacente del Santo Sepulcro, talla titular de la cofradía. Su autor fue Antonio de Amusco (entre 1600 y 1621, pues en 1622 ya hay constancia documentada de su existencia). Era pequeño, con cabello postizo y apariencia patética. Estaba articulado por los brazos seguramente para representar con él la Función del Descendimiento. Cuando se pensó en su sustitución por motivos estéticos, se pidió a Victorio Macho que realizase la nueva talla pero por falta de presupuesto el proyecto se presentó al escultor Ramón Núñez, entonces artista del departamento de Anatomía de la Facultad de Medicina en la Universidad de Valladolid. La imagen resultó tener un realismo, belleza e imponencia muy acusados fruto del conocimiento anatómico de su autor. El antiguo Cristo Yacente fue vendido en 1935 a la parroquia de Santa Columba de la localidad palentina de Cervatos de la Cueza para sustituir a un Yacente que desapareció en el incendio de la parroquia de San Miguel de la citada localidad el mismo año 1935. Desde entonces se conserva en la de Santa Columba. Fue expuesto en la exposición "Apasionarte" en el claustro de la seo palentina en el año 2006.
En el año 2003 se pidió al salmantino Miguel Ángel Rojo que realizase la talla del Cristo del Desenclavo una talla que no desfila pero que ha servido para recuperar la tradición del Descendimiento.
Los pasos que procesiona esta cofradía, todos de su propiedad, son por orden cronológico los siguientes:
- Quinta Angustia: Se trata de la imagen mariana más antigua de la Semana Santa palentina y también es la talla más antigua de esta hermandad realizada en 1607. Fue tallada por Antonio de Amusco que esculpió el antiguo Santo Sepulcro y Borriquilla actualmente sustituidos, a imitación de la imagen de la Virgen de las Angustias que para la cofradía vallisoletana tallara Juan de Juni. En el año 2007 y coincidiendo con su cuatrocientos aniversario se estrenó una nueva carroza elaborada por los propios hermanos de la cofradía que se sumó a la restauración efectuada en el año 2006. Durante muchos años esta talla desfiló con siete puñales en el corazón al igual que la otra virgen de esta cofradía (de hecho se la denomina "Virgen de los Siete Cuchillos") pero al ser sometida a la restauración fueron eliminados, desapareciendo esa semejanza. Esta talla representa a una María rota por la contemplación del cuerpo muerto de Cristo en la Cruz (el quinto dolor o la quinta angustia de la devoción de los siete dolores de la Virgen), Antonio de Amusco materializó esa sensación de dolor dotando a la imagen de una postura muy teatral, de gran barroquismo, con una fuerte inclinación de su cabeza y la ejecución de unos brazos en tensión que contrasta con un rostro casi inexpresivo.

- Virgen de los Siete Cuchillos: Escultura de 1906 firmada por Vicente Espinet. Esta imagen representa los Siete Dolores de la Virgen María como siete cuchillos clavados en su corazón, una de las devociones marianas más extendidas en la cristiandad (los Siete Dolores de María). La imagen presenta un vestido de tonos azulados, claros en el reverso y oscuros en la parte externa, los bordes del velo y de las mangas están estampadas con flores doradas que hacen juego con los cuchillos y la corona así como con los detalles de la cruz desnuda negra que aporta más vistosidad a la imagen, esta cruz lleva un sudario de fina decoración que se cambia cada año y se alterna con el de la Quinta Angustia. Su rostro idealizado es hermoso y joven. Pretende transmitir un dolor intenso pero contenido y relativamente apacible. La mirada dirigida al cielo potencia la sensación de dolor y desesperación de la imagen.

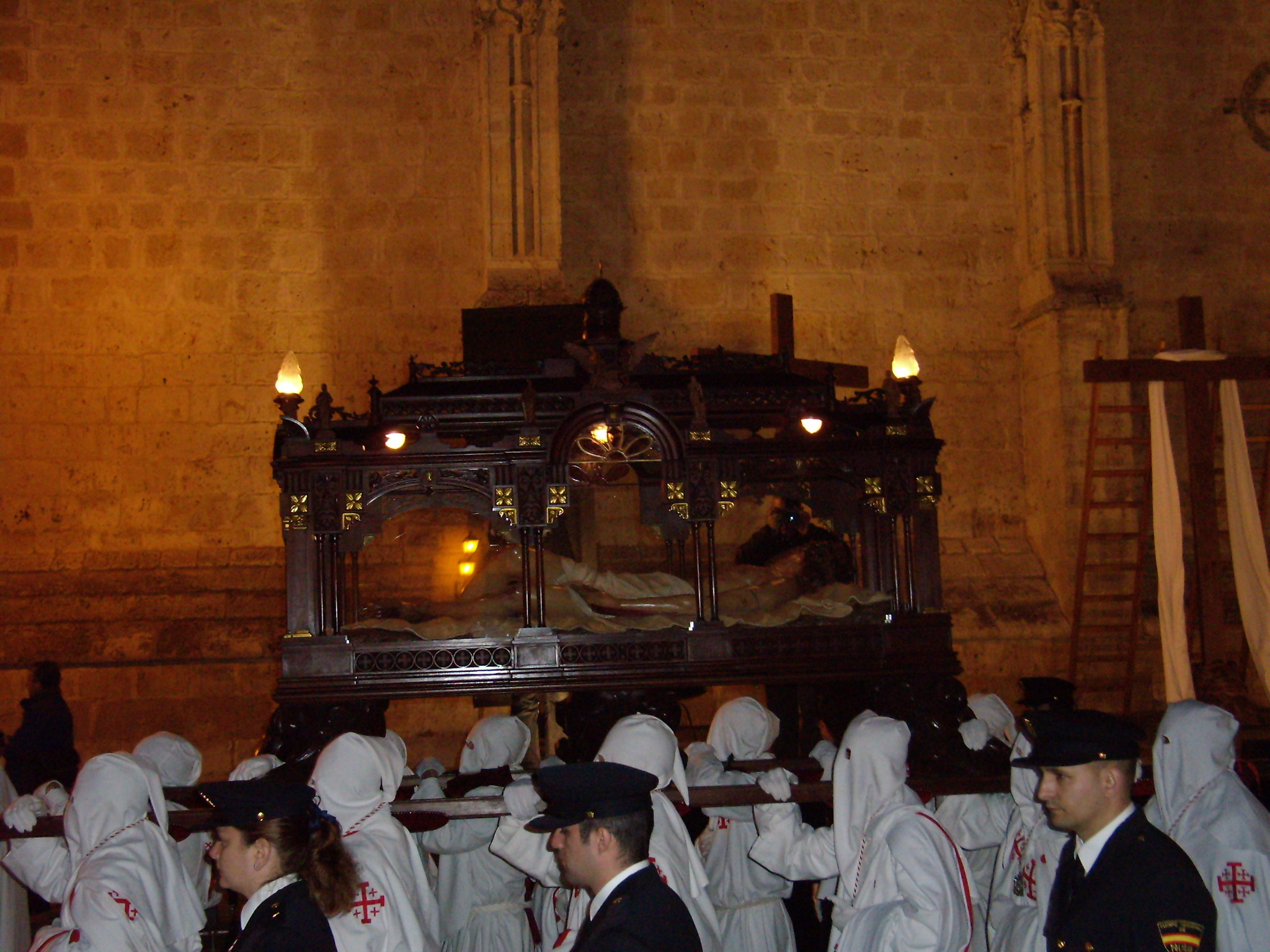
Santo Sepulcro.

- El Santo Sepulcro: Es la talla titular de la cofradía, data de 1927, se trata de una imagen de gran realismo y cuidada anatomía. La perfección de ese cuerpo se debe a que su autor, Ramón Núñez, era, además de escultor, catedrático de medicina, con lo que supo plasmar con gran acierto la posición y estado de un cuerpo recientemente muerto y las proporciones de Jesucristo. La talla representa a un Jesús que ya presenta rigor mortis, sobre una tela colocada en el suelo, huyendo del típico patetismo castellano. Su rostro es muy fino y hermoso y su cuerpo es delgado. El cuerpo desnudo aparece cubierto por el paño del pudor cuyos extremos se funden con el sudario sobre el que reposa. Jesús se encuentra aún sin lavar lo que acentúa más la sensación de dolor aunque la sangre no sea excesivamente abundante. Desfila dentro de una detallada urna de estilo ecléctico-historicista conjugando sabiamente los estilos neogótico y neorrenacentista, realizada en madera de caoba americana, bronce y cristal que dispone de medio rosetoncillo de cristales coreados en cada cara del sepulcro y está rematada en su punto alto con pequeños ángeles orantes e imágenes de los 12 apóstoles, incluido Judas. A pesar de su abundante decoración no es un paso barroco pues los motivos góticos le confieren un aspecto más elegante que suntuoso. Es llevado en andas por diez hermanos.

- La Entrada de Jesús en Jerusalén: Grupo escultórico conocido cariñosamente como "La Borriquilla", fue esculpido por Víctor de los Ríos en 1956. Está compuesto por Jesús montado en la borriquilla bendiciendo al pueblo con aspecto triunfal. Su rostro hermoso refleja grandiosidad, característica típica en Víctor de los Ríos. Jesús va seguido por una samaritana con un niño de la mano, en conjunto forman un paso muy apreciado por los palentinos y especialmente por los niños. Como curiosidad también cabe destacar que Víctor de los Ríos realizó una talla prácticamente idéntica (mismo número de figuras, misma disposición, mismos personajes representados, y salvo pequeñísimas diferencias, los mismos rostros y cuerpos) para la Semana Santa de Hellín.

A partir de la adquisición de "la Borriquilla", la cofradía no adquirió ningún paso más hasta que a partir del año 2002 se tallaron los siguientes pasos:
- El Descendimiento de Jesús: Grupo escultórico de gran tamaño compuesto por cinco figuras: Jesús que ya aparece sin los clavos pero amarrado aún a la cruz con el sudario y dos hombres detrás de la cruz que, subidos en sendas escaleras, agarran el sudario y descienden a Jesús. En el suelo se encuentra una María realista, madura, con el rostro doloroso y con los brazos extendidos hacia delante como queriendo abrazar a su hijo y un poco más cerca de Jesús aparece San Juan sujetándole con una mano la pierna y con la otra esperando la bajada de su brazo para agarrarlo. La vista frontal del paso es hierática, teatral y sobria características que se acentúan con la tenue policromía, sin embargo al observarlo por las partes laterales o trasera la composición se vuelve dinámica y compleja. El paso tiene una curiosidad y es que su carroza de madera con los bajos de tela de terciopelo rojo dispone de un elevador que, cuando sale en procesión, eleva la imagen con un sistema hidráulico para mejorar su visibilidad. Fue tallado en el año 2002 por Miguel Ángel Rojo.

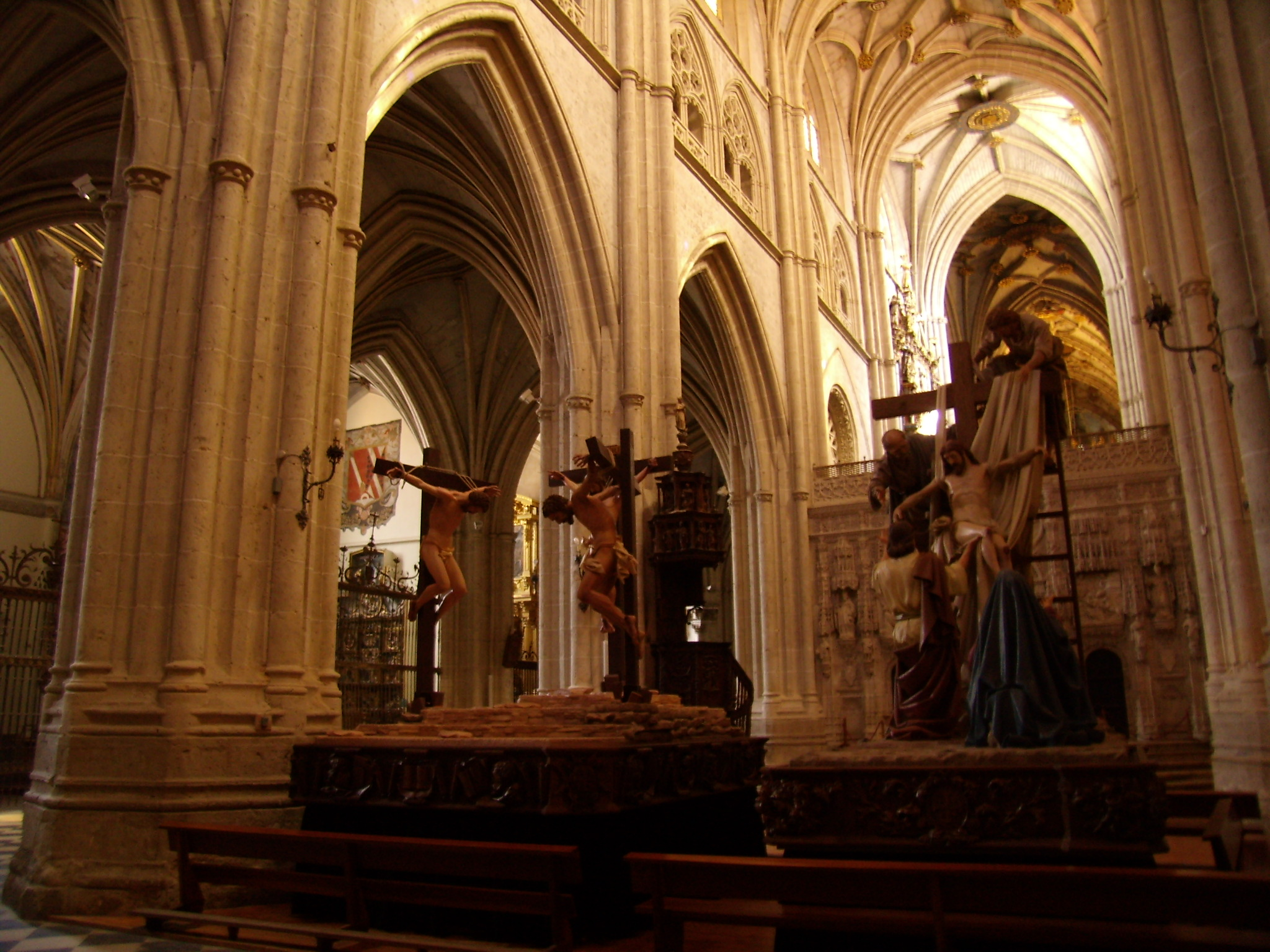
Los pasos de El Calvario y El Descendimiento de Jesús en la Catedral durante la Semana Santa del año 2007.

- Santísimo Cristo del Perdón: talla del año 2003 que es la representación del momento de la Muerte de Jesús por lo que aún no tiene la lanzada pero su rostro elevado al cielo parece plasmar la expiración del Señor, tiene la particularidad de tener agujereadas las muñecas en lugar de las manos. Su rostro aparece cansado y su gran tamaño y corpulencia le confieren un aspecto majestuoso. Esta imagen fue realizada al mismo tiempo que se esculpían las imágenes necesarias para realizar la Función del Descendimiento (entre las que destacan el "Cristo del Desenclavo"). Esta tradición se perdió hace siglos pero fue recuperada en 2003 y ya ha conseguido gran arraigo popular.

- Para conmemorar su 600 aniversario esta cofradía presentó en marzo del 2007 el paso de El Calvario del Señor del mismo autor que las obras anteriores: Miguel Ángel Rojo. Es un paso de 4'5m de largo por 4 de ancho, Jesús aparece en el centro con los clavos en las muñecas y guarda un gran parecido con los cristos del Desenclavo y del Descendimiento, con este parecido se pretende dar continuidad a la secuencia previa al entierro, ya que las tres imágenes participan en los actos del Viernes Santo por la tarde. A la derecha de Cristo Dimas, el buen ladrón que aparece relativamente sosegado mientras que Gestas, a su izquierda tiene un rostro agresivo y un cuerpo retorcido. Las manos de ambos aparecen retorcidas de dolor aunque son las muñecas y no las manos las que están clavadas a la cruz y además están sostenidas con cuerdas, los pies de los ladrones no están clavados al centro del madero sino a los cantos por los tendones de Aquiles lo que acentúa el dramatismo. Va situado sobre una carroza rectangular con un elegante trabajo de la madera en su color original que, a modo de friso, decora todo el perímetro del paso. En este friso se representan los emblemas del sexto centenario y los evangelistas.

## Procesiones a su cargo
La cofradía organizó sus actos de disciplina procesional durante los siglos XVII y XVIII. La penurias económicas, los efectos del nuevo espíritu ilustrado y de las medidas liberales y desamortizadoras del siglo XIX la dejaron sumida, como a todas, en una situación bien ajena al esplendor que alcanzó en la época barroca.

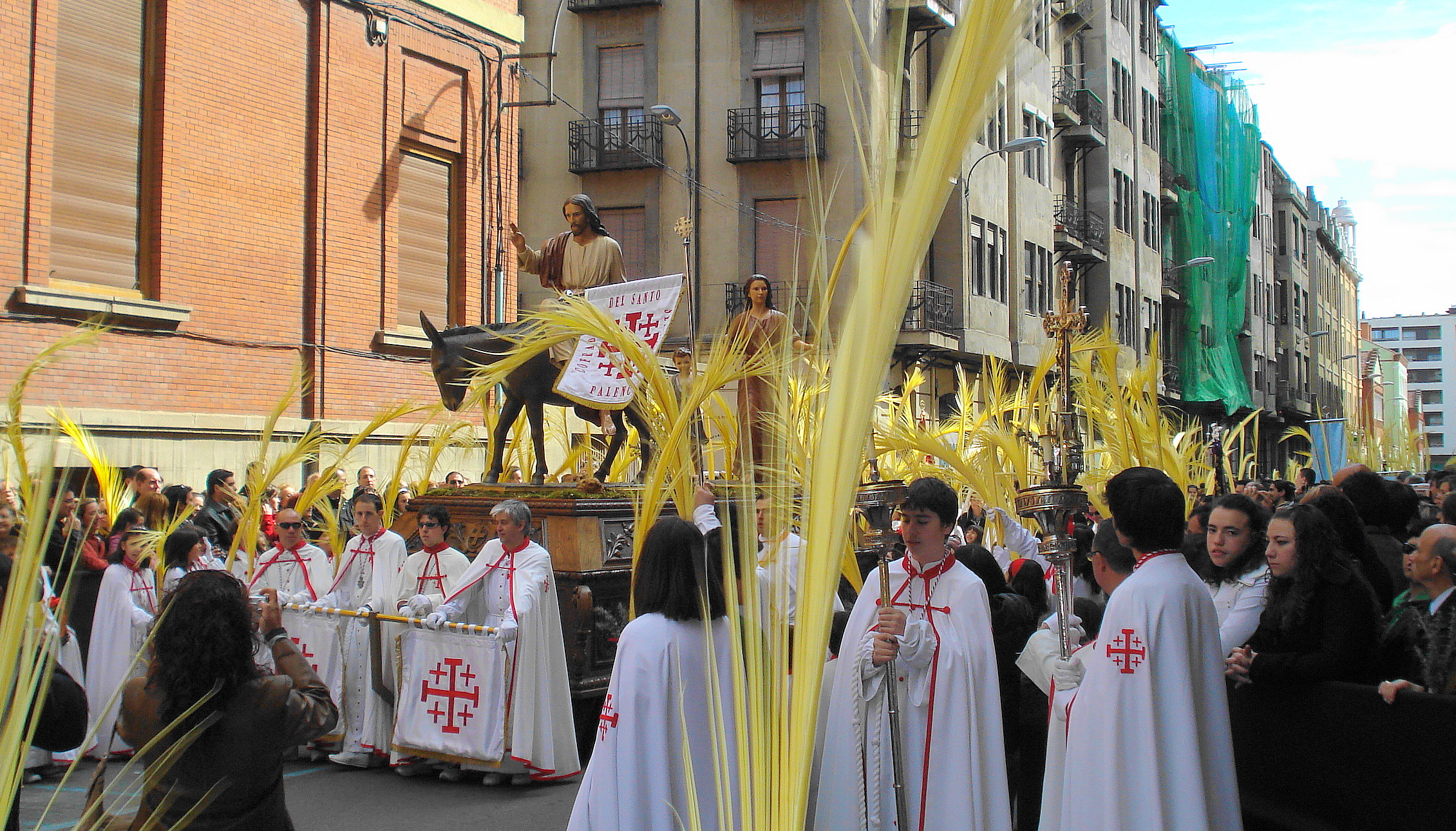
Tradicional batir de palmas al concluir la procesión de la Entrada de Jesús en Jerusalén.

Según la Regla de la Cofradía de la Quinta Angustia y San Francisco de 1585, esta procesionaba Domingo de Ramos, Jueves y Viernes Santo.
El Domingo de Ramos y el Jueves Santo, procesionaba la cruz de la cofradía, el Crucifijo y San Francisco. El Viernes Santo por la mañana sustituía la insignia de San Francisco por la imagen de la Quinta Angustia. Por la noche del viernes realizaba otra procesión en la que no queda claro si participaba la imagen de la virgen o no, aunque si se cita la de San Francisco a la que acompañan varios cofrades vestidos de apóstoles. La cruz de la cofradía era acompañada de dos niños cantando la pasión.
Actualmente la cofradía del Santo Sepulcro procesiona todos los días, como todas las cofradías palentinas, y organiza las siguientes procesiones:
- Procesión de la Entrada de Jesús en Jerusalén. Domingo de Ramos-12:00
- Procesión de la Quinta Angustia. Jueves Santo-00:30
- Función del Descendimiento. Viernes Santo-20:00
- Procesión del Santo Entierro. Viernes Santo-20:30

## Hermanos Mayores Honorarios
La cofradía ha otorgado el título de Hermano Mayor Honorario al Rey de España, Felipe VI y al Cuerpo Nacional de Policía debido a lo cual su imagen titular desfila escoltada por dicha policía y una representación participa con honores en las procesiones importantes que organiza la hermandad.